# Женщина в камере № 9
«Женщина в камере № 9» — швейцарский Women in Prison фильм 1977 года режиссёра Хесуса Франко. Ввиду натуралистичности сцен сексуального насилия над женщинами, а также ввиду того, что в картине одну из ведущих ролей исполнила девушка 16-летнего возраста, фильм был запрещён в Великобритании.

## Сюжет
В один из концентрационных лагерей Южной Америки попадает группа молодых девушек. Здесь, на территории лагеря, пытаясь выведать у девушек засекреченные имена их пособников, а также другие необходимые разведданные, их подвергают садистским и сексуальным пыткам надзирательница и доктор Милтон. Претерпевая все эти издевательства и извращения, девушкам удаётся, соблазнив одного из охранников, обнажёнными бежать из лагеря в джунгли.

## В ролях
- Карин Гамбье — Карин
- Ховард Вернон — доктор Милтон
- Сьюзен Хэмингуэй — Мария
- Аида Гоувьеа — Аида Морет
- Эстер Штудер — Барбара
- Дора Долл — Лоба

## Другие названия фильма
- Cellule 9 (Франция)
- Des femmes pour le bloc 9 (Канада)
- Esclaves de l’amour (Франция)
- Flucht von der Todesinsel (Швейцария)
- Tropical Inferno (США)
- Una secondina in un carcere femminile (Италия)
- Women in Cellblock 9 (США)